# Lars Wegendal
Lars Åke Otto Wegendal, född Svensson 4 januari 1949 i Karlsborg, är en svensk politiker (socialdemokrat). Han var ordinarie riksdagsledamot 1998–2010, invald för Kronobergs läns valkrets.
I riksdagen var han vice ordförande i kulturutskottet 2005–2006. Han var ledamot i kulturutskottet 1998–2005 och 2006–2010, samt ledamot i Nordiska rådets svenska delegation 2002–2010. Han var även suppleant i arbetsmarknadsutskottet, kulturutskottet och socialutskottet, samt personlig suppleant i styrelsen för Stiftelsen Riksbankens jubileumsfond.
Wegendal har varit kommunfullmäktigeledamot i Älmhults kommun.[källa behövs]